# Johannes IV van Trebizonde
Johannes IV van Trebizonde of Johannes IV Megas Komnene (Grieks: Ιωάννης Μέγας Κομνηνός, voor 1404 – april 1460) was keizer van Trebizonde tussen 1429 en 1460. Hij was een zoon van keizer Alexios IV van Trebizonde en Theodora Kantakouzene.

## Biografie
Als jongeling vermoordde Johannes zijn moeders vermeende minnaar en kwam hij vervolgens in opstand tegen zijn vader. Hij moest vervolgens vluchten naar Georgië, waar hij huwde met de dochter van koning Alexander I.
Johannes IV besteeg de troon van Trebizonde in 1429 door de moord op zijn vader te beramen. Tijdens zijn regering had zijn rijk te maken met vele aanvallen vanuit zijn buurlanden. Zo viel in 1442 de Ottomaanse sultan Murat II voor het eerst zijn rijk aan. Na de val van Constantinopel in 1453 vluchtten vele Grieken uit Constantinopel naar Trebizonde en Johannes vreesde dat zijn rijk weleens het volgende kon zijn dat kon vallen. In 1456 viel de Ottomaanse gouverneur van Amasya Trebizonde aan. Hij slaagde er niet de muren van de stad te doorbreken, maar wist wel vele gevangenen te maken waarvoor hij een hoge schatting eiste van de keizer.
Om zich voor te bereiden op een grote Ottomaanse aanval sloot Johannes IV een bondgenootschap met een aantal buurstaten. De belangrijkste van hen was Oezoen Hasan van de Ak Koyunlu aan wie hij zijn dochter Theodora uithuwelijkte. Daarnaast wist hij zich te verzekeren van de steun van de emirs van Sinop en Karaman en de koning van Georgië. Het is onbekend wanneer Johannes IV precies overleed. Doorgaans wordt aangenomen dat hij tussen 1458 en 1460 overleed, maar volgens onderzoek van Tierry Ganchou kan Johannes IV niet ver voor 19 april 1460 liggen.

## Huwelijken en nageslacht
Johannes IV huwde tijdens zijn ballingschap in Georgië met een dochter van Alexander I van Georgië. Daarnaast was hij ook getrouwd met een dochter van de "Grote Turk", Murat II of Mehmet II. Binnen de Komnenen van Trebizonde bestond een langere traditie huwelijken met moslims. Zij bekeerde zich waarschijnlijk tot het christendom. Johannes had een dochter, Theodora, die huwde met Oezoen Hasan. Zij was aan moederskant de grootmoeder van Ismail I.
Alexios I ·
Andronikos I ·
Johannes I ·
Manuel I ·
Andronikos II ·
Georgios ·
Johannes II ·
Theodora ·
Johannes II ·
Alexios II ·
Andronikos III ·
Manuel II ·
Basileios ·
Irene ·
Anna ·
Michaël ·
Anna ·
Johannes III ·
Michaël ·
Alexios III ·
Manuel III ·
Alexios IV ·
Johannes IV ·
David